# Liste der Naturdenkmale in Eltville am Rhein
Die Liste der Naturdenkmale in Eltville am Rhein nennt die auf dem Gebiet der Stadt Eltville am Rhein im Rheingau-Taunus-Kreis gelegenen Naturdenkmale.

## Naturdenkmale

### Eltville
| Bild                          | Bezeichnung        | Ortsteil, Lage                         | Beschreibung | Art     | Nr.  |
| ----------------------------- | ------------------ | -------------------------------------- | ------------ | ------- | ---- |
| BW                            | Ginkgobaum         | Eltville 50° 1′ 26″ N, 8° 6′ 51,6″ O   |              | Ginkgo  | 2/2  |
| BW                            | Eibe               | Eltville 50° 1′ 27,7″ N, 8° 6′ 59,6″ O |              | Eibe    | 2/5  |
| BW                            | 2 Friedhofskiefern | Eltville 50° 2′ 0″ N, 8° 6′ 59″ O      |              | Kiefer  | 2/6  |
| BW                            | Platane (Hofgut)   | Eltville 50° 1′ 32″ N, 8° 7′ 18,6″ O   |              | Platane | 2/7  |
| BW                            | Platane (Burghof)  | Eltville 50° 1′ 29,1″ N, 8° 7′ 22,2″ O |              | Platane | 2/9  |
| mehr Fotos \| Fotos hochladen | Rheingauer-Gebück  | Eltville 50° 4′ 33,1″ N, 8° 1′ 37,1″ O |              |         | 2/30 |

### Erbach
| Bild            | Bezeichnung            | Ortsteil, Lage                       | Beschreibung | Art   | Nr.  |
| --------------- | ---------------------- | ------------------------------------ | ------------ | ----- | ---- |
| Fotos hochladen | Förster-Bitter-Eiche   | Erbach 50° 4′ 41,7″ N, 8° 2′ 37,5″ O |              | Eiche | 2/10 |
| BW              | Förster-Müller-Eiche   | Erbach 50° 3′ 28,3″ N, 8° 2′ 48,6″ O |              | Eiche | 2/12 |
| Fotos hochladen | Eiche am Erbacher Kopf | Erbach 50° 4′ 14,7″ N, 8° 2′ 12,9″ O |              | Eiche | 2/14 |
| Fotos hochladen | Eiche im Eberbachtal   | Erbach 50° 1′ 50″ N, 8° 4′ 11,9″ O   |              | Eiche | 2/16 |

### Hattenheim
| Bild                          | Bezeichnung                        | Ortsteil, Lage                                  | Beschreibung                                                                                             | Art       | Nr.  |
| ----------------------------- | ---------------------------------- | ----------------------------------------------- | --- | --------- | ---- |
| BW                            | 2 Hainbuchen                       | Hattenheim 50° 2′ 30,7″ N, 8° 2′ 48,2″ O        | | Hainbuche | 2/20 |
| Fotos hochladen               | Eiche am Kasimirkreuz              | Hattenheim 50° 3′ 32,3″ N, 8° 0′ 28,7″ O        | | Eiche     | 2/22 |
| BW                            | Eiche (Kloster)                    | Hattenheim 50° 2′ 28,2″ N, 8° 2′ 51,8″ O        | | Eiche     | 2/26 |
| mehr Fotos \| Fotos hochladen | Eiche auf dem Campingplatz         | Hattenheim, Auweg 50° 0′ 45,6″ N, 8° 3′ 56,9″ O | Schiefe Eiche Stammumfang (Taille): 7,08 m (2014) Höhe: 22 m (2014) geschätztes Alter: 350 Jahre (circa) | Eiche     | 2/27 |
| mehr Fotos \| Fotos hochladen | Eiche am Campingplatz (Sportplatz) | Hattenheim, Auweg 50° 0′ 46,8″ N, 8° 3′ 54,5″ O | Stammumfang (BHU): 5,25 m (2014) Höhe: 26 m (2014)                                                       | Eiche     | 2/28 |